# Бруно Мансер
Бруно Мансер (нім. Bruno Manser, 25 серпня 1954 — 10 травня 2005) — швейцарський активіст енвайронменталізму. Від 1984 до 1990 року жив серед племені Пунанів (даякське плем'я у штаті Саравак, Малайзія), організувавши декілька блокад лісопромислових компаній. Після виходу з лісу в 1990 році займався громадською діяльністю зі збереження дощових лісів та захисту прав аборигенів. Крім того, у 1991 році він заснував швейцарську неурядову організацію Бруно Мансер Фондс. Зник безвісти під час своєї останньої подорожі до Сараваку в травні 2000 року і вважається мертвим.

## Ранній період життя та навчання
Бруно Мансер народився y Базелі 25 серпня 1954 року в родині з трьох дівчат та двох хлопців.
Протягом свого життя Мансер завжди мав свою незалежну думку. Його батьки хотіли щоб він став доктором, тому він вивчав медицину. Став першим у своїй сім'ї, хто закінчив бакалавріат. 
Коли Мансеру було 19 років, він провів три місяці в Люцернській в'язниці, через те що як гарячий послідовник ненасильницьких ідеологій, який підтримував Магатму Ґанді (Сатьяграха), відмовився брати участь у обов'язковій військовій службі Швейцарії. Після того, як 1973 року покинув в'язницю, 12 років працював пастухом овець та корів на різних альпійських пасовищах. Протягом цього часу став цікавитись ремеслами, терапією та спелеологією. Самостійно клав цеглу, різьбив шкіру, тримав бджіл, вишивав, фарбував і вирізав власний одяг та взуття. Також регулярно займався альпінізмом та технічним скелелазінням. Коли йому було 30 років, він поїхав до Борнео в пошуках простого життя.

## Активізм
Мансер дав багато лекцій у Швейцарії та за кордоном, об'єднував людей в межах Євросоюзу (ЄС) та Організації Об'єднаних Націй (ООН). Як активіст відвідав Американські та Африканські джунглі, залишаючись в різних місцях по декілька тижнів. 
Він повертався майже кожного року після того, як покидав плем'я Пенан, щоб стежити за лісозаготівельними діями та надавати допомогу племені, часто потрапляючи в ці райони незаконно, перетинаючи кордон між Брунеєм та Індонезійським Калімантаном. Він виявив, що лісозаготівельні конгломерати, такі як Самлінг, Рімбунан Хіджау та група компаній WTK, продовжували свою діяльність у саравакських тропічних лісах. У підсумку Менсер організував Світовий тур «Голоси на підтримку тропічних лісів Борнео», після того, як покинув Саравакські ліси в 1990 році. Мансер, активіст келабітів Андерсон Мутанг Уруд і двоє членів племені Пенан їздили з Австралії до Північної Америки, Європи та Японії.
17 липня 1991 року Мансер без будь-якої допомоги піднявся на верх освітлювальної опори заввишки 30 футів поблизу медіа центру G7 в Лондоні. Піднявшись наверх, він розгорнув банер, у якому йшлося про важке становище тропічних лісів Сараваку. Він прикував себе до опори на дві з половиною години. Його протест збігся з акціями протесту Земля передусім! і London Rainforest Action Group. Поліція використала підйомник, щоб досягти верхньої частини опори і розрізати ланцюги. Мансер зліз донизу без примусу о 13:40. Потім його відвезли до відділу поліції на вулиці Боу і тримали там до закінчення 17-го саміту G7 о 6:30, а потім звільнили не висунувши звинувачень.
У червні 1992 року під час Саміту Землі в Ріо-де-Жанейро (Бразилія), він стрибнув з парашутом над переповненим стадіоном.
У грудні 1992 Мансер провів 20-денний голодний страйк перед штаб-квартирою Marubeni Corporation в Токіо (Японія). 
У 1993 році Мансер провів 60-денний голодний страйк у Федеральному палаці Швейцарії ('«Bundeshaus»), щоб змусити Федеральні збори Швейцарії ввести заборону на імпорт тропічних порід деревини і обов'язкову декларацію продукції лісництва. Голодний страйк підтримали 37 організацій та політичних партій. Менсер припинив голодування лише після того, як його про це попросила мати. Після зникнення Мансера швейцарський парламент 1 жовтня 2010 року нарешті прийняв Декларацію щодо лісоматеріалів, з перехідним періодом до кінця 2011 року.
1995 року Мансер вирушив у тропічні ліси Демократичної Республіки Конго, щоб документувати вплив воєн і лісозаготівлі на пігмеїв Ітурі.
У 1996 році в німецькомовній програмі «fünf vor zwölf» Мансер та Jacques Christinet використали допоміжний дріт, щоб спуститись вниз на 800 метрів на канатну дорогу Кляйн Маттергорн і вивісив там великі банери. Під час спуску на саморобному візку зі сталевими колесами та шариковими підшипниками вони досягли небезпечної швидкості 140 кілометрів на годину.
У 1997 році Мансер та його друг Жак Крістінет намагалися в'їхати з Сінгапуру до Малайзії, щоб літати на моторному літаку під час Ігор Співдружності 1998 року в Куала-Лумпурі. Однак його впізнали на кордоні і відмовили у в'їзді до Малайзії. Тоді вони вирішили плисти до Малайзії через Джохорську протоку, але пізніше відмовились від цього наміру, оскільки він включав довгий 25-кілометровий заплив і перетин боліт. Вони планували альтернативний маршрут, збираючись гребти на човні з одного з індонезійських островів до Сараваку, але Фонд Бруно Менсера (BMF) у Швейцарії отримав попередження від посольства Малайзії, в якому йшлося про наслідки такого вчинку.
У 1998 році Мансер та його друг Жак Крістінет вирушили до Брунею і вночі перепливли через річку Лімбанг завширшки 300 метрів. Друг Мансера був майже смертельно поранений колодами, які дрейфували по річці. Вони провели 3 тижні в Сараваку, ховаючись від поліції. Протягом цього періоду вони намагалися замовити чотири тонни 25-сантиметрових цвяхів для пенанського племені, щоб забити в стовбури дерев. Ці цвяхи могли призвести до серйозних травм лісорубів, коли б вбиті цвяхи неминуче увійшли в контакт з бензопилками.
Дізнавшись про дії Мансера, Альберт Ґор засудив ведення лісозаготівель у Сараваку. Принц Чарльз також описав поводження з пенанським племенем як «геноцид». Британська телерадіокорпорація (BBC) та Національний географічний канал випустили документальні фільми про Пенанське плем'я, і розповіді про нього також були представлені на Primetime Live. Universal Studios розпочали розробку сценарію пригодницького фільму жахів, де Пенанське плем'я використовує свою лісову мудрість, щоб врятувати світ від катастрофи. Компанія Warner Bros також розробила сюжет на основі історії Бруно Мансера. Пенанське плем'я також отримало висвітлення в Newsweek, Time та The New Yorker
.

## Реакція влади Малайзії
Дії Мансера викликали гнів від влади Малайзії, і його майже арештували в 1986 році. Мансер став persona non grata (небажана особа) в Малайзії. За переказами, розмір винагороди за його затримання коливався в межах від 30 000 до 50 000 доларів США, і розповсюджувався з уст в уста, але джерело винагороди невідоме. До 1990 року Малайзія оголосила Бруно Менсера «найпершим ворогом держави» і надсилала спеціальні підрозділи для його пошуку. Використавши підроблений паспорт та зробивши іншу зачіску, Менсер повернувся до Швейцарії в 1990 році, щоб інформувати громадськість про ситуацію в Сараваку через швейцарські ЗМІ.
Бруно Мансера двічі майже ув'язнювали у Сараваку, але йому вдалося уникнути в'язниці. Вперше його заарештували 10 квітня 1986 року після того, як його помітив поліцейський інспектор Лорес Матіос. Під час відпустки в Лонг-Напірі (Лімбанг) Матіос заарештував Мансера і відправив його до поліцейського відділку Лімбангу. Мансер не був у наручниках, оскільки інспектор не брав їх з собою під час відпустки. Протягом 90-хвилинної їзди до Лімбанга у машини закінчився бензин. У момент дозаправки Мансер вистрибнув з машини і пірнув у місцеву річку. Матіос закричав на нього й двічі вистрелив зі свого пістолета. Мансер втратив усі нотатки, які робив упродовж останніх чотирьох років. Удруге його майже заарештували 25 березня 1990 під час перельоту з Мірі, Малайзії до Кучінга. У тому літаку був той самий інспектор, який збирався здавати екзамен в Кучінгу. Цього разу інспектор не заарештував Мансера.

### Реакція Малайзійського федерального уряду
Прем'єр-міністр Малайзії Мохамад Махатхір звинувачував Мансера в порушенні правопорядку. Махатхір також написав листа Мансеру, кажучи йому, що вже майже настав «час, коли ти зупиниш свою гордість і свою нестерпну європейську перевагу. Ти не кращий, ніж Пенан».
У березні 1992 року Махатхір написав іншого листа Мансеру:
|  | Як для швейцарця, який живе в розкоші в країні з найвищим рівнем життя у світі, з вашого боку дуже самовпевнено виступати за те, щоб Пенани жили на личинках та мавпах у своїх жалюгідних хатах, страждаючи на різні хвороби. Оригінальний текст (англ.) As a Swiss living in the laps of luxury with the world's highest standard of living, it is the height of arrogance for you to advocate that the Penans live on maggots and monkeys in their miserable huts, subjected to all kinds of diseases. |

### Реакція уряду штату Саравак
Уряд Саравак захищав свою лісозаготівельну політику, заявивши, що дохід від продажу деревини необхідний, щоб прогодувати понад 250 000 жителів штату. Глава міністерства Саравак Абдул Тайб Махмуд сказав: «Сподіваємося, що сторонні особи не будуть втручатись у наші внутрішні справи, особливо такі люди, як Бруно Мансер. Уряду Саравака нічого приховувати. Наше відкрите ліберальне суспільство належить нам самим». Міністр Сараваку з питань житлово-комунального господарства Джеймс Вонг сказав, що «Ми не хочемо, щоб вони [пенанці] бігали туди-сюди [у джунглях], як тварини. Ніхто не має етичного права позбавити пенанців права на асиміляцію в малайзійське суспільство». Уряд Саравака ускладнив потрапляння іноземних екологів, журналістів та знімальних груп на територію штату. Саравакський уряд також дозволив лісозаготівельним компаніям наймати кримінальні угруповання, щоб підкорювати корінних жителів.

## Взаємодія з Абдулом Таїбом Махмудом
У середині 1998 року Мансер запропонував покласти край ворожнечі дії з урядом Сараваку, якщо головний міністр Сараваку Абдул Тайб Махмуд буде готовий співпрацювати з ним для створення біосфери навколо території Пенанського племені. Мансер також хотів, щоб уряд пробачив йому порушення малайзійських законів про імміграцію. Пропозицію було відхилено. Його наступні спроби налагодити зв'язки з головним міністром провалились.
Мансер збирався направити Тайбу Махмуду повітрям ягня «Гумперлі» як символ примирення з головним міністром під час святкування «Харі Райа Айдільфітрі». Проте консульство Малайзії в Женеві (Швейцарія) змусило авіакомпанії не транспортувати ягня до Сараваку. Мансер пізніше перевіз з собою ягня на літаку та парашутував над Відділом Організації Об'єднаних Націй в Женеві, сподіваючись привернути увагу міжнародної спільноти до проблеми тропічних лісів Сараваку.
У березні 1999 року Мансер успішно пройшов митницю Кучингу, замаскувавши себе в діловому костюмі, взявши портфель і одягнувши погано зав'язану краватку. 29 березня 1999 року він вилетів на моторизованому параплані, взявши з собою власноруч зв'язану іграшкову вівцю і одягнувши футболку з зображенням вівці, і зробив кілька обертів над резиденцією Тайба в Кучингу, Саравак. На землі чекали 10 членів Пенанського племені, щоб зустріти Мансера. О 11:30 ранку він приземлив планер поруч із дорогою, яка проходить неподалік від резиденції Тайба і його негайно заарештували. Потім його доставили до Куала-Лумпура рейсом Малайзійських авіаліній MH 2683. Мандрівник недовгий час перебував у в'язниці Куала-Лумпура. Пізніше його повернули до Швейцарії.
До 2000 року Мансер визнав, що його зусилля не принесли позитивних змін Сараваку. Його успішність у Сараваку була «нижче нуля» і він був глибоко засмучений результатом. 15 лютого 2000 року, незадовго до своєї останньої поїздки до Сараваку, Мансер сказав, що «через свою ліцензійну політику Тайб Махмуд несе особисту відповідальність за знищення практично всіх Саравацьких тропічних лісів впродовж одного покоління».

## Фонд Бруно Мансера
1991 року Мансер заснував Bruno Manser Fonds (BMF), фонд, призначений для збереження тропічних лісів та корінного населення в Сараваку. Мансер управляв фондом зі свого будинку в Heuberg 25, Базель, Швейцарія. У 2008 році BMF переїхав на Socinstrasse 37.
До 2000 року BMF зібрав 10 000 доларів США на створення пересувної стоматологічної клініки для Пенанського племені, але уряд Сараваку відмовився співпрацювати над проектом.

## Зникнення
15 лютого 2000 року Мансер вирушив в гості до своїх друзів кочівників-Пенанів через джунглі Калімантану, Індонезія, у супроводі секретаря BMF Джона Куензлі та знімальної групи. Через деякий час знімальна група і Джон Куензлі покинули Мансера у калімантанських джунглях. У той час Мансер все ще писав листівки своїм друзям.
Після того, як знімальна група та секретар пішли, Мансер продовжував подорож з іншим другом, який орієнтувався в тій місцевості. Подорож тривала два тижні, перетинаючи гори та річки пішки та на човні. Мансер спав у гамаку, а його друг на землі. 18 травня вони досягли кордону між Сараваком і Калімантаном, провівши там свою останню ніч. Мансер попросив друга віднести листівку його подрузі у Швейцарії. За словами його друга, Мансер виглядав здоровим, коли вони розлучались. У листівці ж він скаржився на пронос і зламане ребро.
За словами секретаря BMF Джона Куензлі, 22 травня Мансер перетнув кордон між Сараваком і Калімантаном під проводом місцевого гіда. Його останнім відомим зв'язком зі світом був лист, якого він надіслав своїй дівчині Шарлотті переховуючись у Баріо. У листі Мансер заявив, що дуже втомлений і чекає на захід сонця, перш ніж продовжити свою подорож вздовж лісозаготівельних доріг. Лист потрапив у поштове відділення Баріо і досягнув Швейцарії з малазійською печаткою, але без печатки поштового відділення. Останній раз Мансера бачили його друг Палеу з племені Пенан і його син 25 травня 2000 року. У цей момент він ніс 30-кілограмовий рюкзак. Вони супроводжували Мансера, поки не побачили Букіт Бату Лаві (2000-метрову вапнякову гору в Сараваку). Мансер заявив про свій намір піднятися на гору самотужки і попросив Палеу залишити його там. Відтоді його не бачили
.

## Пошукові експедиції
BMF і Пенанське плем'я шукали Мансера без будь-яких успіхів. Вони обшукали райони навколо річки Лімбанг. Експедиційні команди прослідкували шлях Мансера до місця його останньої ночівлі. Вони йшли стежкою, яку прорубав Мансер за допомогою мачете в густих хащах, поки не дістались болота біля підніжжя Букіт Бату Лаві. Не було жодних його слідів ні в болоті, ні назад від болота, ні інших слідів у тому районі. BMF відправив вертольоти для обльоту вапнякових вершин. Проте ніхто з пошукових груп не був готовий досліджувати останні 100 метрів крутого вапняку, який сформував найвищу точку Бату Лаві. Можливо, що Мансер впав зі схилу гори, але ні його тіло, ні його речі не були знайдені. Проте, були знайдені двоє місцевих гідів, які провели Мансера через джунглі Сараваку. 18 листопада 2000 року BMF звернувся до Федерального департаменту закордонних справ (FDFA) з проханням знайти Бруно Мансера. Розслідування проводилися в консульстві Швейцарії в Куала-Лумпурі та швейцарському почесному консульстві в Кучінгу.

## Наслідки
У січні 2002 року сотні членів Пенанського племені влаштували церемонію таваї, присвячену Мансеру. Пенанські люди називають Мансера Лакі Таванг (людина, яка загубилась) або Laki e'h metat (людина, яка зникла), а не його ім'ям, тому що називати імена мертвих є табу в пенанській культурі.
18 Листопада 2001 року, через 18 місяців після зникнення Мансера, його нагороджено Міжнародною Організацією Прав Людини у Швейцарії.
Після того, як пошукові експедиції виявилися безрезультатними, цивільний суд в Базелі оголосив, що Мансер легально загинув станом на 10 березня 2005 року. 8 травня 2010 року відбулася урочиста церемонія відзначення 10-річчя його зникнення в церкві Елізабетен, Базель. У Богослужінні взяли участь близько 500 осіб.
До святкування 60-річчя Мансера, 25 Серпня 2014 року, на честь нього названо окремий вид павуків-оонопідів: Aposphragisma brunomanseri. Їх відкрила дансько-швейцарська експедиція у Pulong Tau National Park, Саравак у 1990 році.

## Книжки
- Голоси джунглів (1992) написана Бруно Манстером щоб представити західним читачам життя Пенанів.

## Фільми
Мансер знімав документальні фільми:[джерело?]
- SAGO — A Film by Bruno Manser (1997) [Архівовано 18 березня 2018 у Wayback Machine.], документальний фільм про культуру Пенанів.

Декілька документальних фільмів було знято про нього:[джерело?]
- Blowpipes and Bulldozers (1988) [Архівовано 19 березня 2018 у Wayback Machine.]
- Tong Tana — En resa till Borneos inre (1989) [Архівовано 9 лютого 2017 у Wayback Machine.] (У лісі- мандрівка до серця Борнео)
- Lucky People Center International (1998) [Архівовано 30 вересня 2017 у Wayback Machine.]
- Tong Tana 2 — The Lost Paradise (2001) [Архівовано 8 лютого 2017 у Wayback Machine.]
- Bruno Manser - Laki Penan (2007)